# Cucullia dorsalis
Cucullia dorsalis är en fjärilsart som beskrevs av Smith 1892. Cucullia dorsalis ingår i släktet Cucullia och familjen nattflyn. Inga underarter finns listade i Catalogue of Life.